# Liceul de Artă „Carmen Sylva” din Ploiești
Liceul de Artă „Carmen Sylva” din Ploiești este unicul liceu cu profil artistic din județul Prahova, România.